# Apollo (Pennsilvània)
Apollo és una població dels Estats Units a l'estat de Pennsilvània. Segons el cens del 2000 tenia 1.765 habitants.

## Demografia
Segons el cens del 2000, Apollo tenia 1.765 habitants, 762 habitatges, i 467 famílies. La densitat de població era de 2.129,6 habitants per quilòmetre quadrat.
Dels 762 habitatges en un 28,7% hi vivien nens de menys de 18 anys, en un 42,3% hi vivien parelles casades, en un 15,2% dones solteres, i en un 38,6% no eren unitats familiars. En el 34,5% dels habitatges hi vivien persones soles el 16,9% de les quals corresponia a persones de 65 anys o més que vivien soles. El nombre mitjà de persones vivint en cada habitatge era de 2,29 i el nombre mitjà de persones que vivien en cada família era de 2,92.
Per edats la població es repartia de la següent manera: un 24,1% tenia menys de 18 anys, un 8,2% entre 18 i 24, un 30% entre 25 i 44, un 21% de 45 a 60 i un 16,7% 65 anys o més.
L'edat mediana era de 37 anys. Per cada 100 dones de 18 o més anys hi havia 81,8 homes.
La renda mediana per habitatge era de 22.989 $ i la renda mediana per família de 29.952 $. Els homes tenien una renda mediana de 26.750 $ mentre que les dones 19.432 $. La renda per capita de la població era de 13.415 $. Entorn del 10,6% de les famílies i el 14,7% de la població estaven per davall del llindar de pobresa.

## Poblacions més properes
El següent diagrama mostra les poblacions més properes.